# Basanite
Ne doit pas être confondu avec Bassanite.

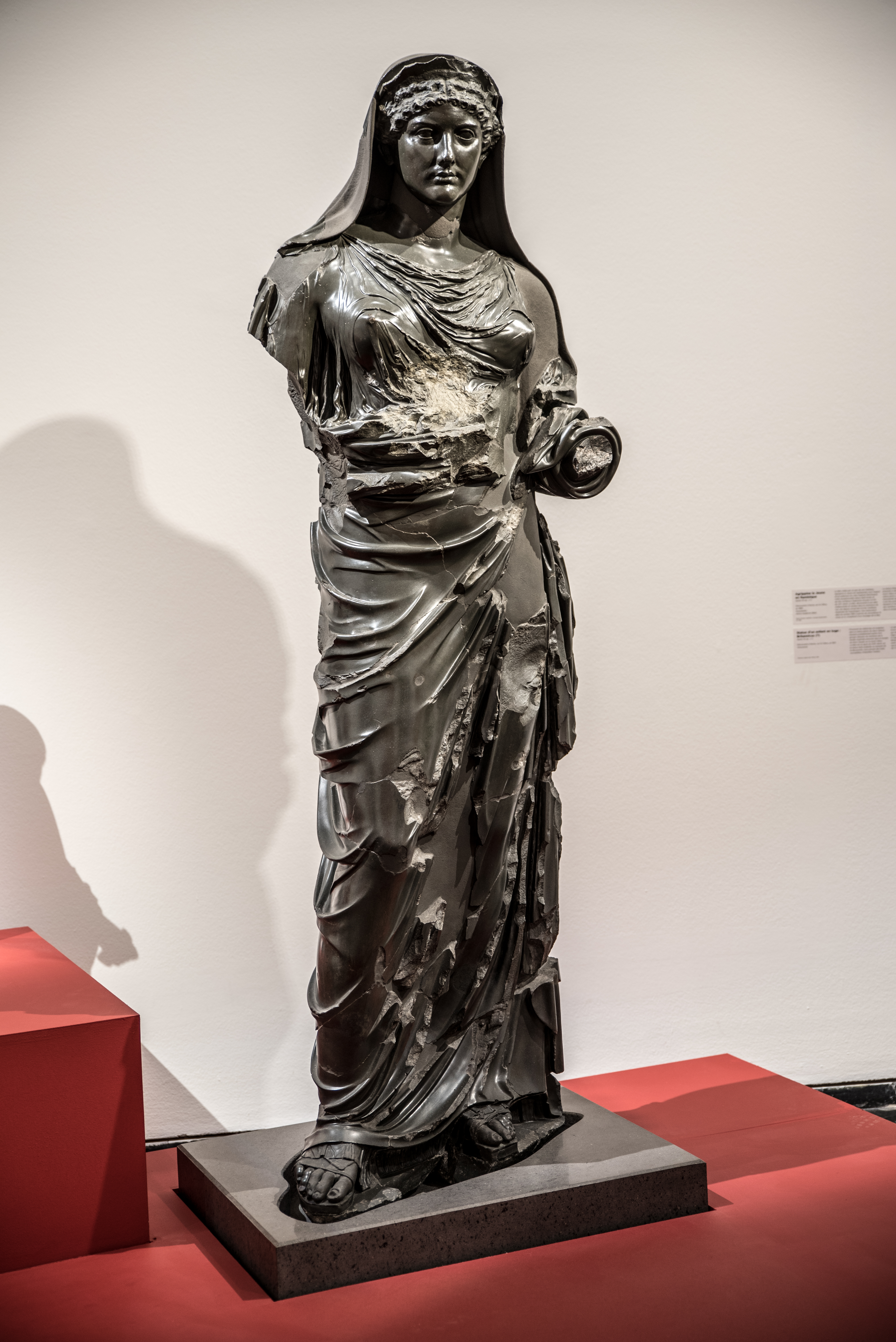
Statue en basanite d'Agrippine la Jeune. Centrale Montemartini

La basanite  (du grec βάσανος, basanos « pierre de touche ») est une roche magmatique effusive, de couleur foncée oscillant entre le gris et le noir (lave mésocrate à indice de coloration compris entre 50 et 68), ressemblant à un basalte alcalin à fort déficit de silice. Elle est le résultat de laves en coulées, généralement associées à des basaltes à olivine. Composée de feldspaths et feldspathoïdes, elle peut être compacte ou vacuolaire, microlithique ou porphyrique aux vacuoles remplies par des minéraux divers (leucite, néphéline, analcime, haüyne ou zéolites).
Le basanitoïde est une roche intermédiaire entre les basaltes à olivine et les basanites. Il présente des cristaux de plagioclase, de pyroxène, d'olivine, et de la néphéline virtuelle dans les verres.

## Composition
Les basanites sont très sous-saturées en silice, ce qui se traduit par la présence de feldspathoïde et de plus de 10 % d'olivine normative. Elles contiennent des phénocristaux de feldspath plagioclase (labrador), de feldspathoïde, d'augite violacée, de hornblende brune, d'olivine (ce qui différencie les basanites des téphrites) et, quelquefois, de biotite.

## Formation
Les basanites sont formées dans les laves alcalines en coulées, généralement associées à des basaltes à olivine. Elles peuvent être issues de magmas primaires intraplaque à grande profondeur et forte pression (> 20 kbar) grâce à une anomalie thermique (point chaud) souvent favorisée par une distension associée. Elles peuvent se différencier par cristallisation fractionnée pour donner des laves sous-saturées en silice : téphrite, téphriphonolite et phonolite. Elles peuvent aussi être associées à des laves extrêmement sous-saturées en silice, très riches en alcalins et dépourvues de feldspath : les foïdites.

## Variétés
Les variétés sont distinguées d'après le feldspathoïde :
- basanite à néphéline (le plus souvent) : basanite contenant comme principal feldspathoïde la néphéline, associée avec l'analcime, la leucite, la haüyne ;
- ankaratite : basanite riche en pyroxène ;
- limburgite (en) : basanite à phénocristaux d'augite, olivine, magnétite, dans un verre à feldspathoïde et plagioclase virtuels.